# John P. C. Shanks

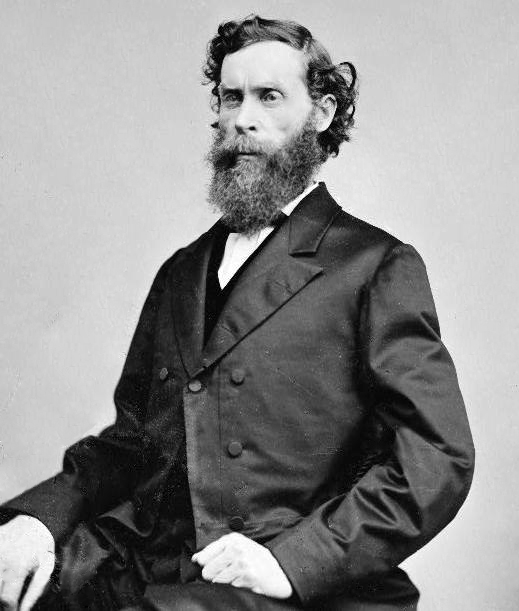
John P. C. Shanks

John Peter Cleaver Shanks (* 17. Juni 1826 in Martinsburg, Virginia; † 23. Januar 1901 in Portland, Indiana) war ein US-amerikanischer Politiker. Zwischen 1861 und 1875 vertrat er zwei Mal den Bundesstaat Indiana im US-Repräsentantenhaus.

## Werdegang
John Shanks wurde 1826 in Martinsburg im heutigen West Virginia geboren. Er genoss eine gute Grundschulausbildung. Nach einem anschließenden Jurastudium und seiner im Jahr 1848 erfolgten Zulassung als Rechtsanwalt begann er in Portland (Indiana) in seinem neuen Beruf zu  arbeiten. In den Jahren 1850 und 1851 war er Staatsanwalt im Jay County. Politisch schloss er sich der 1854 gegründeten Republikanischen Partei an. Im Jahr 1855 wurde er in das Repräsentantenhaus von Indiana gewählt. Bei den Kongresswahlen des Jahres 1860 wurde Shanks im elften Wahlbezirk von Indiana in das US-Repräsentantenhaus in Washington, D.C. gewählt, wo er am 4. März 1861  die Nachfolge von John U. Pettit antrat. Da er im Jahr 1862  nicht bestätigt wurde, konnte er bis zum 3. März 1863 zunächst nur eine Legislaturperiode im Kongress absolvieren. Diese war von den Ereignissen des Bürgerkrieges geprägt.
Während des Bürgerkrieges diente Shanks als Oberst im Heer der Union. Bei den Wahlen des Jahres 1866 wurde er erneut im elften Distrikt seines Staates in den Kongress gewählt, wo er am 4. März 1867 Thomas N. Stilwell ablöste. Nach drei Wiederwahlen konnte er bis zum 3. März 1875 vier weitere Amtszeiten im US-Repräsentantenhaus verbringen. Seit 1869 vertrat er dort als Nachfolger des neuen Vizepräsidenten Schuyler Colfax den neunten Bezirk von Indiana. Bis 1869 erlebte Shanks die heftigen Streitereien zwischen seiner Partei und Präsident Andrew Johnson, die in einem knapp gescheiterten Amtsenthebungsverfahren gegen diesen gipfelten. In den Jahren 1868 und 1870 wurden der 14. und der 15. Verfassungszusatz ratifiziert. Zwischen 1869 und 1871 war Shanks Vorsitzender des Milizausschusses; von 1871 bis 1873 leitete er den Indianerausschuss.
Im Jahr 1874 wurde Shanks von seiner Partei nicht mehr zur Wiederwahl nominiert. Nach seinem Ausscheiden aus dem US-Repräsentantenhaus praktizierte er wieder als Anwalt. 1879 wurde er nochmals in das Repräsentantenhaus von Indiana gewählt. John Shanks starb am 23. Januar 1901 in Portland.